# Longueval
Longueval és un municipi francès situat al departament del Somme i a la regió dels Alts de França. L'any 2007 tenia 268 habitants.

## Demografia

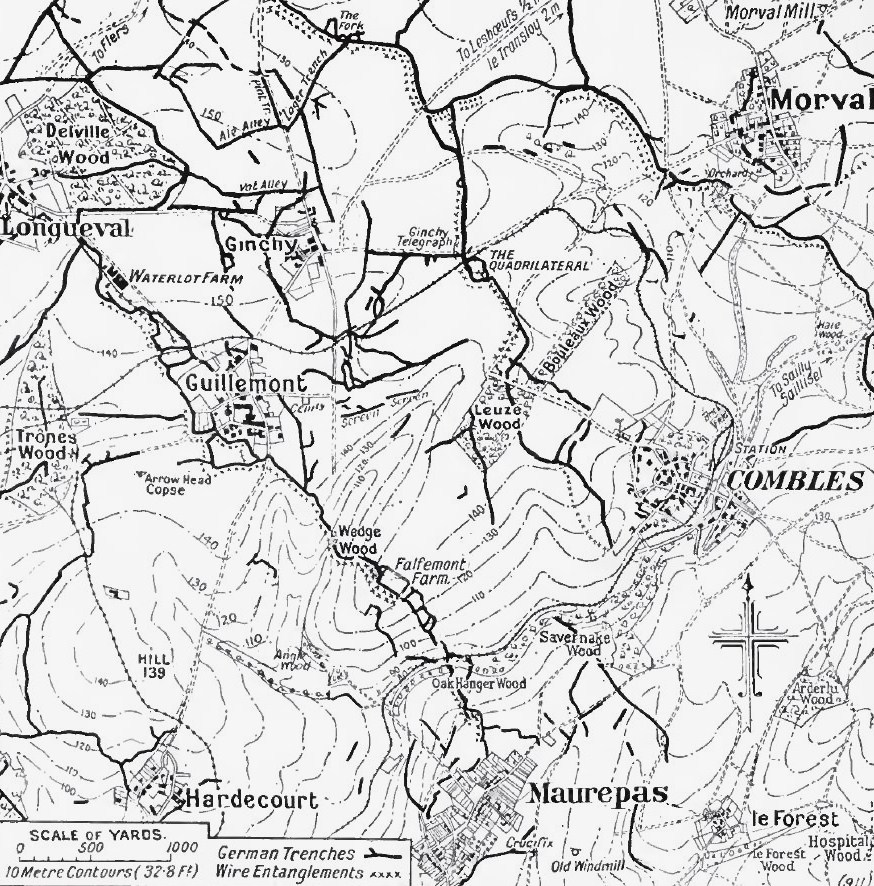

### Població
El 2007 la població de fet de Longueval era de 268 persones. Hi havia 96 famílies de les quals 32 eren unipersonals (8 homes vivint sols i 24 dones vivint soles), 28 parelles sense fills, 32 parelles amb fills i 4 famílies monoparentals amb fills.
La població ha evolucionat segons el següent gràfic:
Habitants censats

### Habitatges
El 2007 hi havia 119 habitatges, 106 eren l'habitatge principal de la família, 5 eren segones residències i 8 estaven desocupats. Tots els 119 habitatges eren cases. Dels 106 habitatges principals, 89 estaven ocupats pels seus propietaris, 16 estaven llogats i ocupats pels llogaters i 1 estava cedit a títol gratuït; 2 tenien dues cambres, 20 en tenien tres, 30 en tenien quatre i 54 en tenien cinc o més. 80 habitatges disposaven pel capbaix d'una plaça de pàrquing. A 38 habitatges hi havia un automòbil i a 49 n'hi havia dos o més.

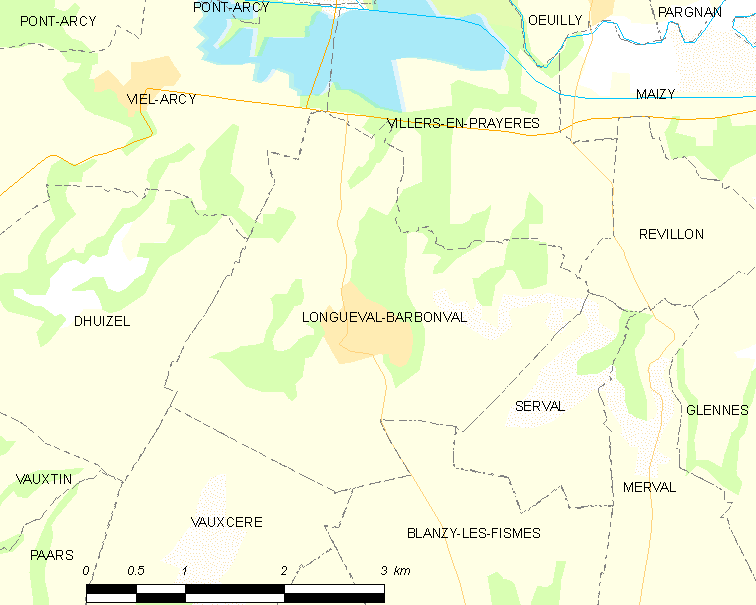
mapa del municipi

### Piràmide de població

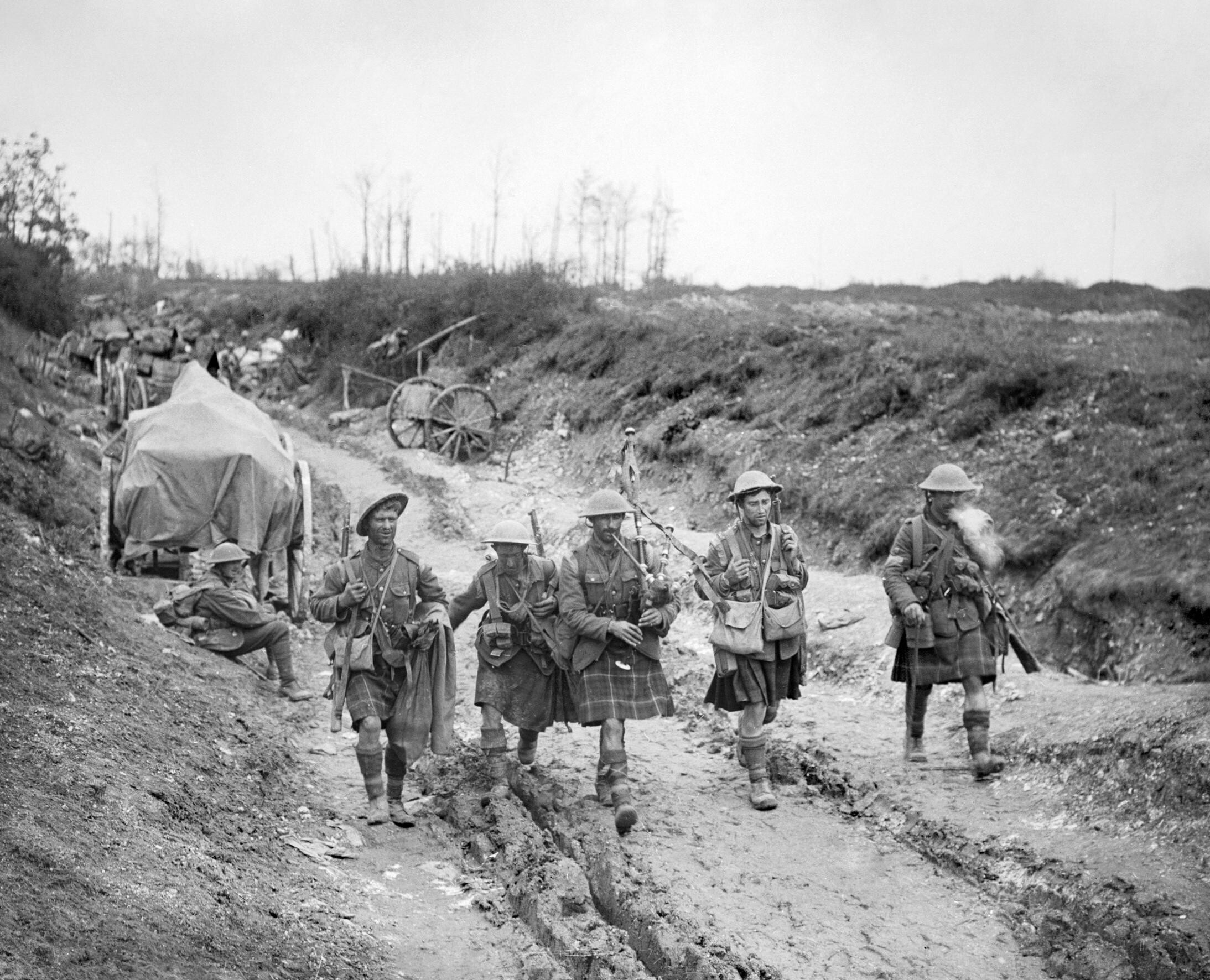

La piràmide de població per edats i sexe el 2009 era:
| Homes | Edats   | Dones |
| ----- | ------- | ----- |
| 0     | 95 o +  | 0     |
| 0     | 90 a 94 | 0     |
| 0     | 85 a 89 | 0     |
| 4     | 80 a 84 | 0     |
| 4     | 75 a 79 | 8     |
| 4     | 70 a 74 | 12    |
| 16    | 65 a 69 | 24    |
| 0     | 60 a 64 | 4     |
| 0     | 55 a 59 | 0     |
| 8     | 50 a 54 | 4     |
| 16    | 45 a 49 | 16    |
| 24    | 40 a 44 | 24    |
| 4     | 35 a 39 | 0     |
| 4     | 30 a 34 | 8     |
| 0     | 25 a 29 | 4     |
| 8     | 20 a 24 | 8     |
| 8     | 15 a 19 | 4     |
| 12    | 10 a 14 | 8     |
| 12    | 5 a 9   | 16    |
| 4     | 0 a 4   | 4     |

## Economia
El 2007 la població en edat de treballar era de 162 persones, 122 eren actives i 40 eren inactives. De les 122 persones actives 113 estaven ocupades (66 homes i 47 dones) i 9 estaven aturades (2 homes i 7 dones). De les 40 persones inactives 8 estaven jubilades, 14 estaven estudiant i 18 estaven classificades com a «altres inactius».

### Ingressos
El 2009 a Longueval hi havia 103 unitats fiscals que integraven 265 persones, la mediana anual d'ingressos fiscals per persona era de 15.109 €.

### Activitats econòmiques
Dels 6 establiments que hi havia el 2007, 3 eren d'empreses de construcció, 1 d'una empresa de transport i 2 d'empreses d'hostatgeria i restauració.
Dels 4 establiments de servei als particulars que hi havia el 2009, 1 era un paleta, 2 lampisteries i 1 restaurant.
L'any 2000 a Longueval hi havia 5 explotacions agrícoles.

## Poblacions més properes
El següent diagrama mostra les poblacions més properes.